# Bataille de Maria-Belchite
Guerre d'indépendance espagnole
Batailles
- Valls (1re)
- 2e Molins de Rei (03-1809) (ca)
- Gérone
- Alcañiz
- María-Belchite
- Mollet
- Vich
- Villafranca (2e)
- Lérida
- Mequinenza
- La Bisbal
- Tortose
- Valls (2e)
- Tarragone (1er)
- Montserrat
- Sagonte
- Valence
- Castalla (1er)
- Castalla (2e)
- Tarragone (2e)
- Ordal

La bataille de Maria, est associée à la bataille de Belchite. La première se déroule le 15 juin 1809 puis la deuxième le 18 juin 1809. De ces deux batailles en résulte la défaite de l'armée espagnole commandée par le général Blake par l'armée française commandée par le général Suchet.